# ريتشارد أي. لوفيت
ريتشارد أي. لوفيت (بالإنجليزية: Richard A. Lovett)‏ (28 أكتوبر 1953، ديكسون في الولايات المتحدة)؛ روائي أمريكي.